# Ptinus germaini
Ptinus germaini is een keversoort uit de familie klopkevers (Ptinidae). De wetenschappelijke naam van de soort werd in 1912 gepubliceerd door Maurice Pic.